# 米特·貝爾登
米特·貝爾登（英語：Milton Bearden），是美國作家、電影顧問和前中央情報局官員，是德克薩斯大學奧斯汀分校的教授。

## 生平
貝爾登出生在俄克拉荷馬州，早年在華盛頓度過，他的父親在那裡從事曼哈頓計劃，後來隨家人搬到了德州的休斯頓。 在美國空軍服役後，他於1964年加入中央情報局。比爾登在耶魯大學遠東語言學院學習漢語，並在德克薩斯大學奧斯汀分校取得語言學文學學士學位。於2010年至2015年擔任亞非項目集團的總裁兼首席執行官，該集團是一家位於華盛頓特區的資源開發和諮詢服務公司。自1998年以來，他一直擔任作家和電影顧問。

## 家庭
貝爾登和他在法國出生的妻子瑪麗-凱瑟琳住在德克薩斯州奧斯汀。

## 書籍
- The Black Tulip: A Novel of War in Afghanistan (1998) ISBN 0-375-76083-0
- The Main Enemy, The Inside story of the CIA's Final showdown with the KGB, with James Risen (2003) ISBN 0-679-46309-7
- How Did This Happen, Terrorism and The New War (2001) (contributor) ISBN 1-58648-130-4

## 外部連結
- Sunday (Australia) online chat
- PBS interview （页面存档备份，存于） (conducted late 1998 or early 1999  （页面存档备份，存于）)